# Кокосовая стружка
Кокосовая стружка — продукт, полученный в результате измельчения, сушки и очистки внутренней части кокосового ореха (Cocos nucifera).
В зависимости от размеров частиц кокосовая стружка делится на виды по её качеству: fine — мелкая стружка с кокосовым маслом; medium — стружка, растертая до средней консистенции; coarse — кокосовая мука весьма грубого помола.

## Содержание пищевых веществ и использование
Содержание жиров в кокосовой стружке составляет 60-65 %. В хлебопекарной и кондитерской промышленности кокосовая стружка широко используется для отделки поверхности изделий и в качестве рецептурного компонента, а в азиатской кухне в смеси с перцем чили в качестве пикантной приправы к любому блюду и десерту.